# 614 (tal)
614 är det naturliga heltal som följer 613 och följs av 615.

## Matematiska egenskaper
- 614 är ett jämnt tal.
- 614 är ett semiprimtal[1].
- 614 är ett sammansatt tal.
- 614 är ett defekt tal.
- 614 är ett palindromtal i det kvarternära talsystemet.

## Inom vetenskapen
- 614 Pia, en asteroid.